# Философия на правото (Хегел)
 Тази статия е за произведението на Хегел.  За правната дисциплина вижте философия на правото.  
„Философия на правото“ (на немски: Grundlinien der Philosophie des Rechts) е заглавието на философско произведение, завършено от Георг Вилхелм Фридрих Хегел през 1820 г., но публикувано през 1821. Занимава се с въпросите на правните системи, историческия опит и спекулативния рационализъм.

## Совата на Минерва
В уводната част на това произведение Хегел изразява отношението си спрямо социалната реалност:
„[...] Совата на Минерва излита само на здрачаване.“ 
Совата е спътник на митологичната фигура Минерва, символ на мъдростта. За Хегел познанието и разбирането на социалните отношения е възможно едва след тяхното историческо развитие. Познанието може да възвести края на дадена епоха, но не и да я инициира. Философията не може да бъде нормативна, тъй като тя би могла да разсъждава и отмерва само от разстоянието на времето.